# Heilig Blut (München)

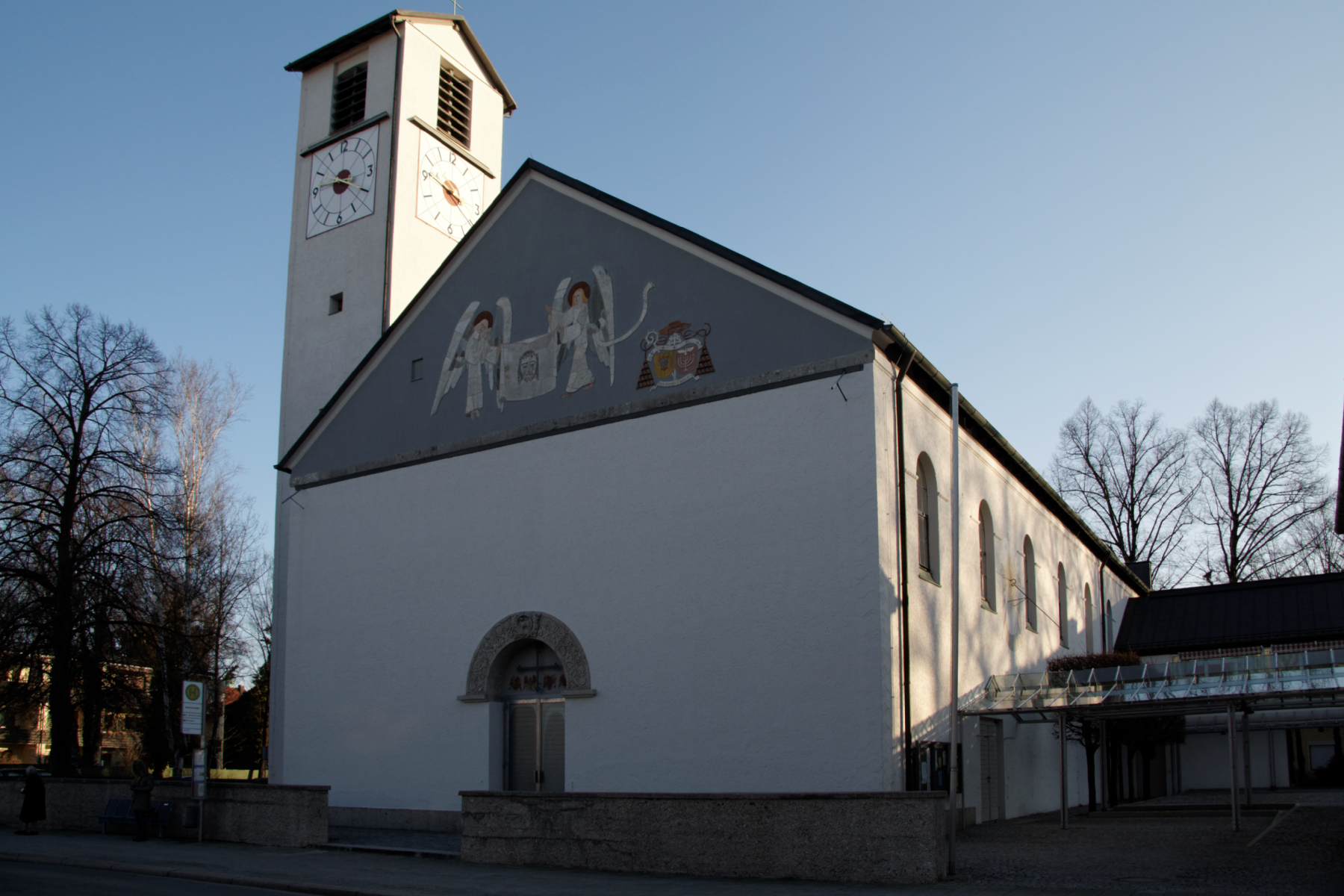
Kirche Heilig Blut

Heilig Blut ist eine katholische Pfarrkirche im Münchner Stadtteil Bogenhausen.

## Geschichte

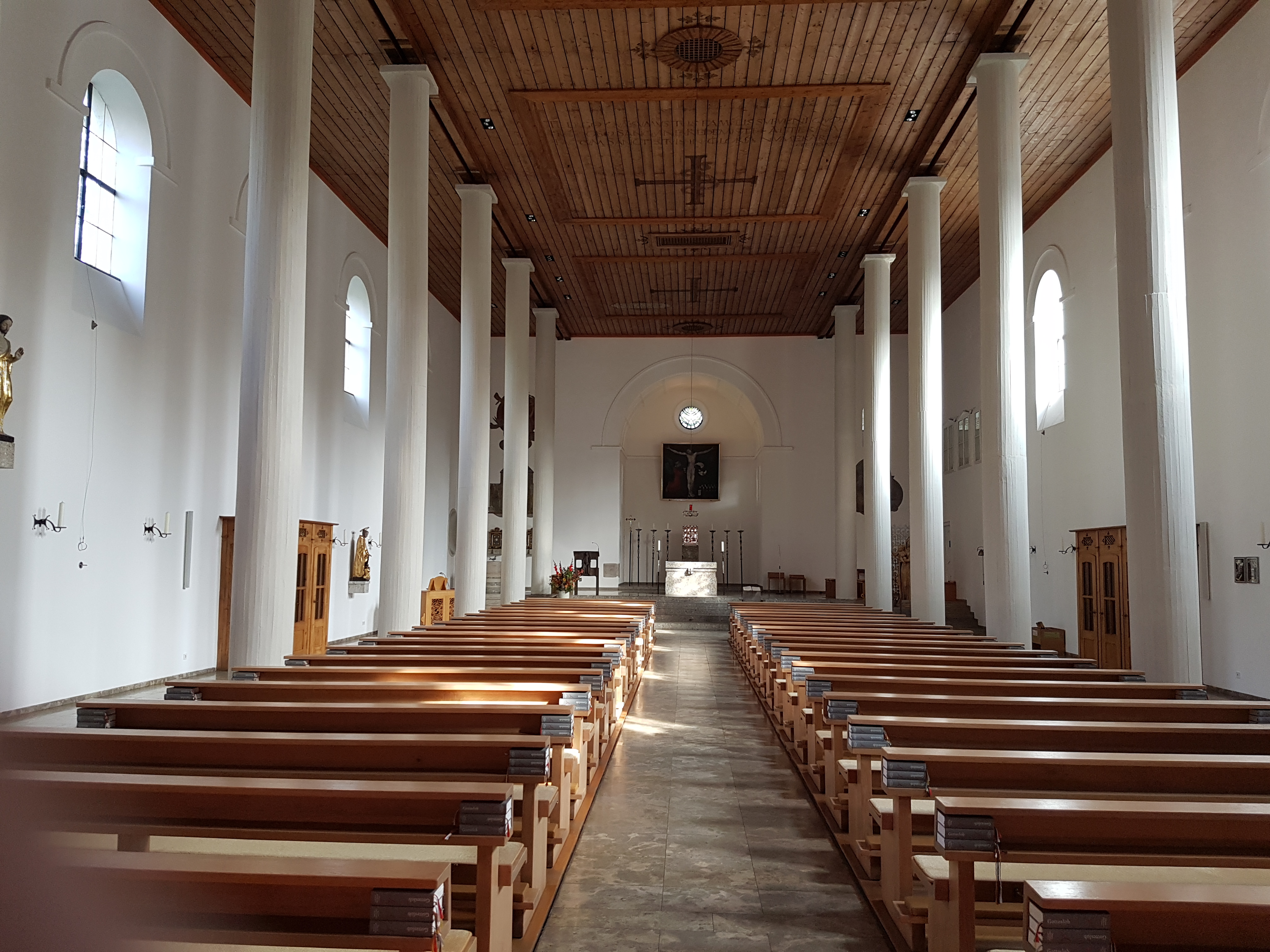
Innenansicht

Aufgrund anhaltender Zuzüge nach Bogenhausen drohte die alte Pfarrkirche St. Georg seit Beginn des 20. Jahrhunderts zu klein für die Gemeinde zu werden. Nach verschiedenen, später wieder verworfenen Überlegungen zu einem Neubau und einem Platz dafür wurde Anfang der 1930er Jahre ein Umbau der bestehenden Rokoko-Kirche ins Auge gefasst. Nach Protesten aus der Bürgerschaft dagegen schenkte die Stadt München der Erzdiözese den Bauplatz für Heilig Blut. Die Kirche wurde 1934 in nur acht Monaten Bauzeit nach Plänen von Hans Döllgast errichtet. 
Er gestaltete das Gotteshaus als einen großen, lichten Saal (40 m lang, 16 m breit, 9 m hoch) mit 14 eingestellten schlanken Säulen, die eine flache Stuckdecke trugen. Der angebaute Glockenturm trug ein Spitzdach.
Den Reliefbogen über dem Eingang gestaltete Georg Pezold; er hatte sich zuvor besonders tatkräftig gegen den Umbau von St. Georg und für einen Neubau eingesetzt. Wie alle 1934 geweihten Kirchen erhielt auch Heilig Blut eine Reliquie des im selben Jahr heiliggesprochenen Konrad von Parzham.
Besondere Bedeutung erlangte Heilig Blut durch die Widerstandskämpfer Pater Alfred Delp SJ und Hermann Josef Wehrle, die bis zu ihrer Verhaftung 1944 Seelsorger in der Pfarrei waren. Eine Gedenktafel an der Kirche St. Georg erinnert an sie und weitere Bogenhauser aus dem Widerstand.
In der Bombennacht vom 2. auf 3. Oktober 1943 wurde die Kirche bis auf ihre Mauern zerstört. Turm und Stuckdecke wurden zerstört. 
Der Wiederaufbau 1950 lag wie schon der Bau in den Händen von Hans Döllgast. Der Turm wurde vollkommen neu gestaltet. Der Glockenstuhl, der beim früheren Spitzturm tiefer als die Giebellinie der Kirche gelegen war, wurde 10 Meter höher gesetzt und der Turm mit einem Satteldach abgeschlossen. Statt einer hellen Stuckdecke erhielt der Kirchensaal eine Holzdecke gestaltet. 
Von Anfang August 1951 bis Ende September 1952 war Joseph Ratzinger, der spätere Papst Benedikt XVI., Kaplan in Heilig Blut, woran seit 2009 die Gestaltung des Eingangsportals der Kirche erinnert.
Im Dezember 2018 schlossen sich die Pfarreien Heilig Blut und St. Gabriel zu einem Pfarrverband zusammen.

## Orgel

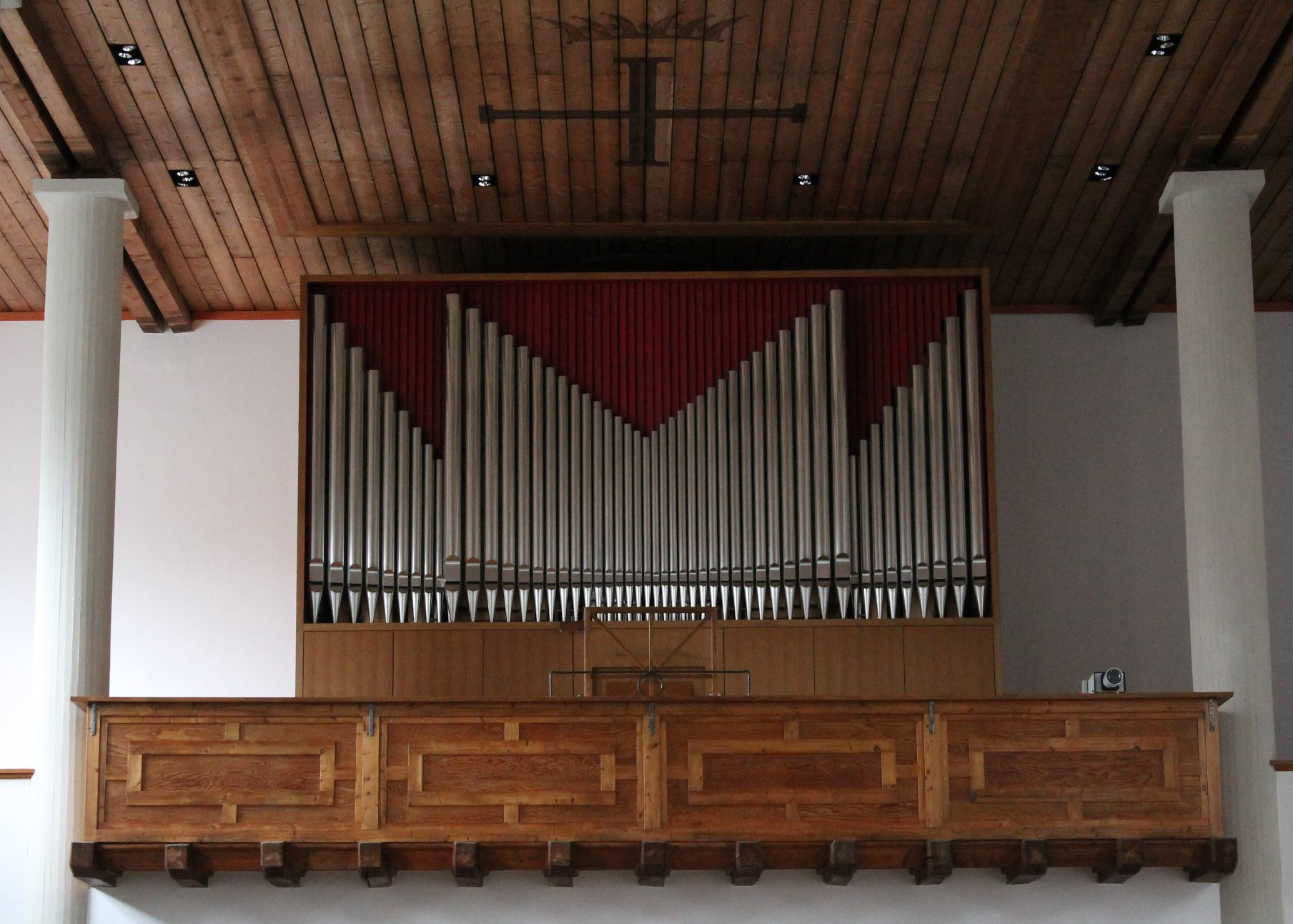
Orgel

Die Orgel wurde 2006 von der Orgelbaufirma Münchner Orgelbau Johannes Führer erbaut. Das Instrument hat 25 Register auf zwei Manualen und Pedal. Die Spieltrakturen sind mechanisch, die Registertrakturen als Doppeltrakturen (mechanisch und elektrisch) angelegt.
| I Hauptwerk C–a3 |             |        |
| 1.               | Bourdon     | 16′    |
| 2.               | Principal   | 8′     |
| 3.               | Tibia       | 8′     |
| 4.               | Octave      | 4′     |
| 5.               | Blockflöte  | 4′     |
| 6.               | Quinte      | 2 ⁄3′  |
| 7.               | Superoctave | 2′     |
| 8.               | Terz        | 1 3⁄5′ |
| 9.               | Mixtur IV   | 1 ⁄3′  |
| 10.              | Trompete    | 8′     |

| II Schwellwerk C–a3 |                |       |
| 11.                 | Harmonieflöte  | 8′    |
| 12.                 | Gedeckt        | 8′    |
| 13.                 | Viola da Gamba | 8′    |
| 14.                 | Schwebung      | 8′    |
| 15.                 | Fugara         | 4′    |
| 16.                 | Traversflöte   | 4′    |
| 17.                 | Nasat          | 2 ⁄3′ |
| 18.                 | Feldpfeife     | 2′    |
| 19.                 | Echomixtur III | 2′    |
| 20.                 | Oboe           | 8′    |
|                     | Tremulant      |       |

| Pedal C–f1 |             |     |
| 21.        | Subbass     | 16′ |
| 22.        | Octavbass   | 8′  |
| 23.        | Gedecktbass | 8′  |
| 24.        | Choralbass  | 4′  |
| 25.        | Bombarde    | 16′ |

- Koppeln: II/I, II 16′/II, II 16′/I, I/P II/P
- Spielhilfen: elektronische Setzeranlage, Sequenzer, Crescendowalze

Im Chorraum steht ein mobiles Truhenpositiv derselben Herstellerfirma aus dem Jahr 2003.

## Glocken
Im Jahr der Kirchweihe erhielt die Kirche vier Bronzeglocken der Glockengießerei Otto aus Hemelingen/Bremen mit der Schlagtonreihe: es – ges – as – b. Die Glocken wurden im Zweiten Weltkrieg eingeschmolzen. Nach dem Krieg goss Karl Czudnochowski von der Erdinger Glockengießerei vier neue Glocken.

## Bemerkenswerte Kunstwerke
Von der ersten Ausstattung der Kirche von 1934 sind erhalten und künstlerisch erwähnenswert: 
- die Ölberggruppe von Oswald Hofmann an der nördlichen Außenwand
- aus Silber getriebener Tabernakel, von Johann Michael Wilm nach Art einer Bundeslade gestaltet (1934)
- Hochaltarbild von Albert Burkart (1934)
- Kriegergedächtniskreuz von Josef Henselmann

Weitere neuere Kunstwerke:
- Altarraumgestaltung von Max Faller mit Steinaltar und Tabernakel (1978)
- Glas-Bronze-Portal „Deus Caritas Est“ von Joseph Alexander Henselmann, Papst Benedikt XVI. gewidmet (2009)

## Pfarrer
- 1925–1956: Prälat Max Blumschein (bis 1934 an St. Georg als Pfarrkirche)
- 1956–1981: Pfarrer Geistlicher Rat Johann Oberbauer
- 1981–2001: Msgr. Hermann Streber
- seit 2001: Pfarrer Engelbert von der Lippe